# Lavardens
Lavardens (gaskognisch gleichlautend) ist eine französische Gemeinde mit 365 Einwohnern (Stand 1. Januar 2022) im Département Gers in der Region Okzitanien (vor 2016 Midi-Pyrénées). Sie gehört zum Arrondissement Auch und zum Kanton Gascogne-Auscitaine. Lavardens ist zudem Mitglied des 2001 gegründeten Gemeindeverbands Grand Auch Cœur de Gascogne.
Lavardens ist Mitglied der Vereinigung der schönsten Dörfer Frankreichs.

## Lage
Lavardens liegt etwa 70 Kilometer westnordwestlich von Toulouse am Fluss Ruisseau de Lahontan, einem Nebenfluss der Loustère, der hier im Oberlauf noch als Guzerde bezeichnet wird. Umgeben wird Lavardens von den Nachbargemeinden Cézan im Norden, Préchac im Nordosten, Puységur und Roquefort im Osten, Mérens im Osten und Südosten, Peyrusse-Massas im Südosten, Castillon-Massas und Saint-Lary im Süden sowie Jegun im Westen.

## Geschichte
Die Festung Lavardens war im späten 12. Jahrhundert das militärische Herz des Armagnac. 1496 wurde die Festung nach der Schlacht bzw. Belagerung von Lavardens geschleift. Das heutige Schloss in Gestalt einer Burg wurde um 1620 errichtet.

## Bevölkerungsentwicklung
| Jahr                       | 1962 | 1968 | 1975 | 1982 | 1990 | 1999 | 2006 | 2011 | 2020 |
| Einwohner                  | 517  | 504  | 422  | 373  | 377  | 378  | 372  | 405  | 368  |
| Quellen: Cassini und INSEE |      |      |      |      |      |      |      |      |      |

## Sehenswürdigkeiten
- Kirche Saint-Michel aus dem 15. Jahrhundert, seit 1960 Monument historique
- Burg bzw. Schloss Lavardens aus dem 17. Jahrhundert, seit 1961 Monument historique

Quelle:

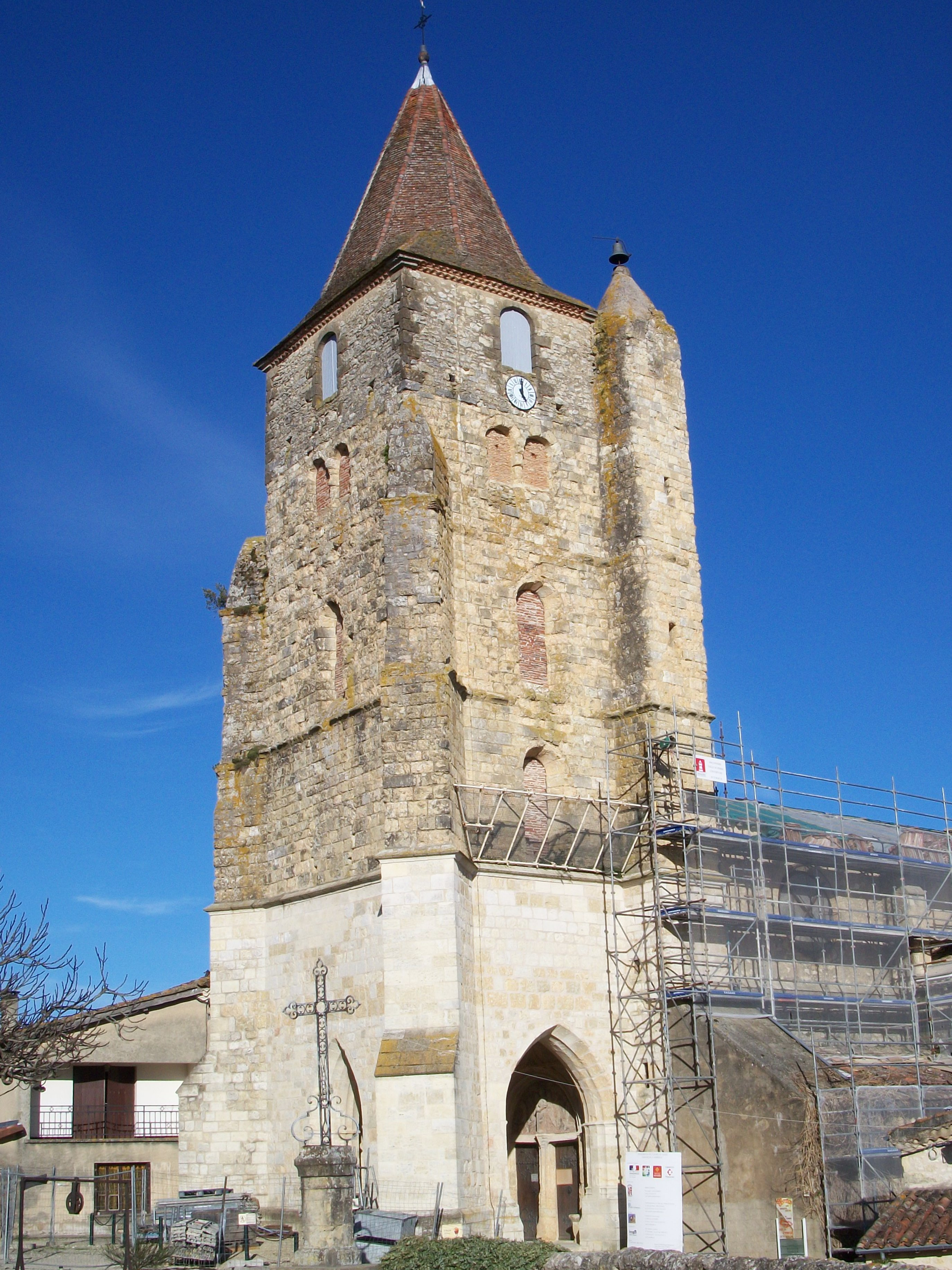
Kirche Saint-Michel
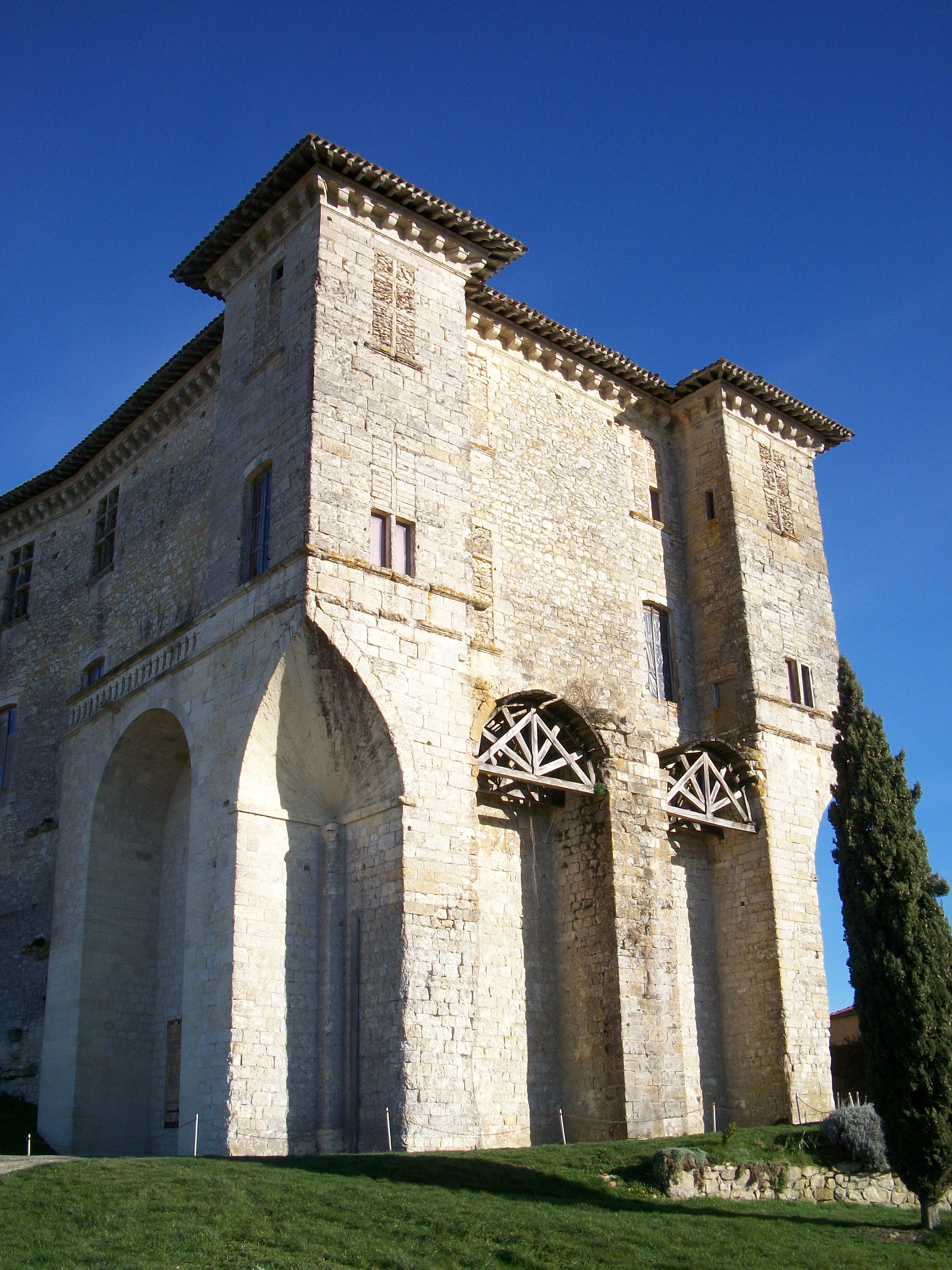
Burg/Schloss Lavardens